# Василинки (Слуцкий район)
Василинки (бел. Васілiнкi) — деревня в Слуцком районе Минской области Белоруссии. Относится к Бокшицкому сельсовету. Находится в 3 км севернее Слуцка.

## Инфраструктура
- Магазин